# Línea de tump

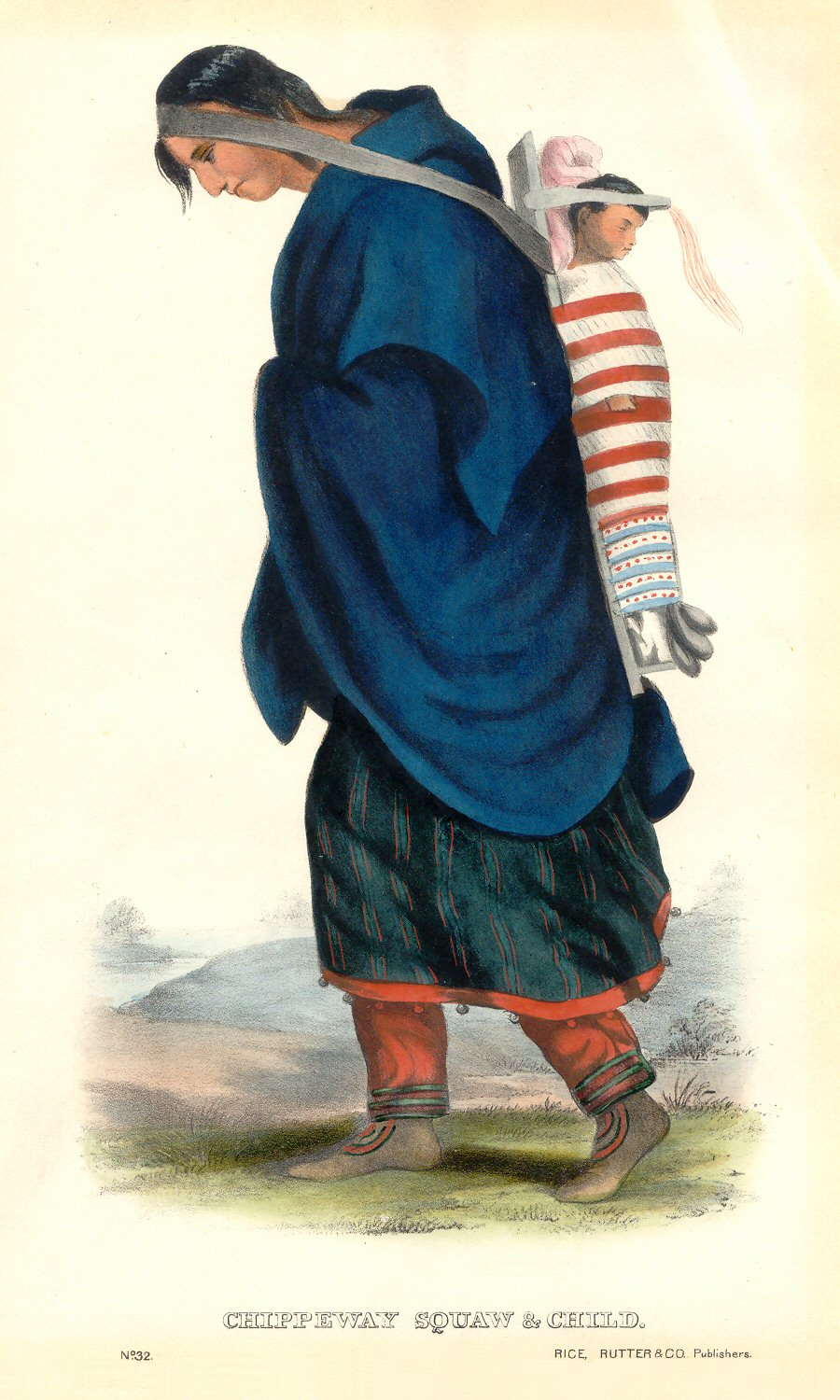
Mujer nativa americana (Ojibwe/Anishinaabe) usando un tumpline.

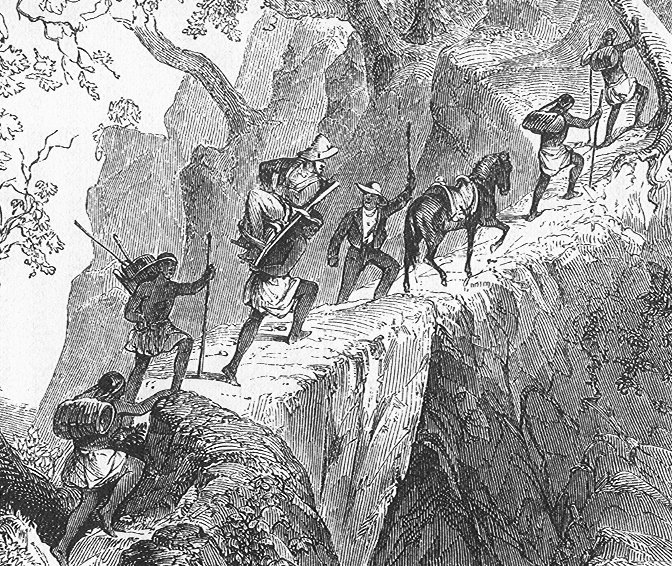
Tumplines en uso en México por silleros.

Una línea de tump ( /ˈtʌmplaɪn/, en inglés: tumpline) es una correa unida en ambos extremos a un saco, mochila u otro equipaje y que se usa para transportar el objeto colocando la correa sobre la parte superior de la cabeza. Esto utiliza la columna en lugar de los hombros como lo hacen las correas de mochila estándar. Los tumplines no están diseñados para usarse sobre la frente, sino sobre la parte superior de la cabeza, justo detrás de la línea del cabello, tirando hacia abajo en alineación con la columna. Luego, el portador se inclina hacia adelante, permitiendo que la espalda ayude a sostener la carga. 
Los indígenas de México (y otros países latinoamericanos) tradicionalmente han utilizado el tumpline para transportar cargas pesadas, como leña, cestas (incluidas cestas cargadas con materiales de construcción y tierra para la construcción), jaulas para pájaros y muebles.  En México un nombre común para tumpline es "mecapal". Los mayas modernos de las tierras altas del sur de México utilizan tumplines para diversos transportes peatonales.  Durante la Segunda Guerra Mundial, el ejército canadiense desarrolló paquetes de suministros especiales con líneas de transporte para mover suministros en terrenos accidentados. 
Los porteadores de Nepal suelen utilizar tumplines. El escalador y fabricante de equipos para actividades al aire libre, Yvon Chouinard, comenzó a utilizar tumplines en lugar de una mochila para aliviar los dolores crónicos de espalda después de ver cómo los porteadores nepaleses desarrollaban músculos a los lados de la columna vertebral. 